# 今治郵便局
今治郵便局（いまばりゆうびんきょく）は、愛媛県今治市にある郵便局。民営化前の分類では集配普通郵便局だった。

## 概要
住所：〒794-8799 愛媛県今治市旭町1-3-4

### 併設施設
- かんぽ生命保険松山支店 今治郵便局かんぽサービス部
- ゆうちょ銀行今治店（松山支店今治出張所）：取扱店番号610040

### 郵便集配所
- 関前郵便集配所 (61088) [1] - 住所：〒794-1101 愛媛県今治市関前岡村甲738-10（関前郵便局に併設）
- 岩城郵便集配所 (61089) [1] - 住所：〒794-2410 愛媛県越智郡上島町岩城1465（岩城郵便局に併設）

## 沿革
- 1872年8月4日（明治5年7月1日） - 今治（いまはる）郵便取扱所として開設[2]。
- 1875年（明治8年）1月1日 - 今治郵便局（五等）となる[2]。
- 1878年（明治11年） - 為替取扱を開始[2]。
- 1881年（明治14年） - 貯金取扱を開始[2]。
- 1891年（明治24年）6月16日 - 今治郵便電信局（三等）となる[2][3]。
- 1903年（明治36年）4月1日 - 通信官署官制の施行に伴い今治郵便局となる[2][4]。
- 1922年（大正11年）5月1日 - 等級を三等から二等に改定[5]。
- 1924年（大正13年）2月1日 - 局名（読み）を「いまはる」から「いまばり」に改称[6]。
- 1937年（昭和12年）2月1日 - 今治市風早町から同今治村に移転[7]。
- 1974年（昭和49年）3月25日 - 今治市南大門一丁目から、同市旭町一丁目に局舎を新築、移転[8]。同日、和文電報受付および電話通話業務を開始[9]。
- 1992年（平成4年）8月3日 - 外国通貨の両替および旅行小切手の売買に関する業務取扱を開始。
- 2006年（平成18年）10月16日 - 関前（せきぜん）郵便局および岩城（いわぎ）郵便局からそれぞれ「794-11xx」「794-24xx」区域の集配業務を移管[10]。
- 2007年（平成19年）10月1日 - 民営化に伴い、併設された郵便事業今治支店、ゆうちょ銀行今治店に一部業務を移管。
- 2012年（平成24年）10月1日 - 日本郵便株式会社発足に伴い、郵便事業今治支店を今治郵便局に統合。
- 2022年（令和4年）4月1日 - 日本郵政グループの組織改正により、かんぽ生命保険松山支店今治郵便局かんぽサービス部を設置。

## 取扱内容

### 今治郵便局
- 郵便、印紙、ゆうパック、内容証明
- 生命保険、バイク自賠責保険、自動車保険
- 「794-00xx」「794-08xx」区域（今治市（合併以前からの今治市域の一部））、「794-11xx」区域（今治市（旧越智郡関前村域））、「794-24xx」区域（越智郡上島町（旧岩城村域））の集配業務
- ゆうゆう窓口

### ゆうちょ銀行今治店
- 貯金、貸付、為替、振替、振込、国際送金、外貨両替、国債、投資信託、変額年金保険
- ATM

## 周辺
- 今治市役所
- 今治警察署
- 愛媛県東予地方局今治支局
- 今治簡易裁判所
- 今治公共職業安定所
- 今治市河野美術館
- 今治市公会堂
- 今治国際ホテル
- 今治城

## アクセス
- JR予讃線 今治駅から徒歩約12分
- せとうちバス 警察前停留所下車
- 西瀬戸自動車道 今治ICから北東へ約3.5km
- 駐車場あり：9台